# اویلاتال
اویلاتال (به آلمانی: Eulatal) یک منطقهٔ مسکونی در آلمان است که در فرهبورگ واقع شده‌است.
 اویلاتال  ۳٬۵۲۷ نفر جمعیت دارد.